# Krigsåret 1802

## Pågående krig
- Barbareskkriget (1801-1805)
  - Bägge Sicilierna, Sverige och USA på ena sidan.
  - Marocko och Tripoli på andra sidan.

- Franska revolutionskrigen (1792-1802)[1]
  - Frankrike med på ena sidan
  - Storbritannien på andra sidan

- Indiankrigen (1622-1918)
  - Diverse stater i Amerika på ena sidan
  - Diverse indainstammar på andra sidan

## Händelser

### Mars
- 25 - Napoleon och England sluter freden i Amiens; slut på Franska revolutionskrigen.

### Fotnoter
1. ↑  ”World Statesmen”. http://www.worldstatesmen.org/WARS.html. Läst 28 juni 2011.